# Pòlip (medicina)
Un pòlip és un creixement anormal de teixit que sobresurt d'una membrana mucosa. Si està unit a la superfície per un pedicle (més o menys estret i allargat), es diu que és pedunculat. Si no té pedicle, es diu que el pòlip és sèssil. Els pòlips es troben normalment en el còlon, estómac, nas, sins paranasals, bufeta urinària i úter. També es poden trobar en altres parts del cos on hi ha membranes mucoses com el coll uterí, plecs vocals i l'intestí prim.